# Sankt Peter in der Au
Sankt Peter in der Au is een gemeente in de Oostenrijkse deelstaat Neder-Oostenrijk, gelegen in het district Amstetten (AM). De gemeente heeft ongeveer 4800 inwoners.
In Sankt Peter staat het Slot St. Peter in der Au. Hier is het Carl Zeller-Museum, gemeentehuis en een evenementencentrum gevestigd.

## Geografie
Sankt Peter in der Au heeft een oppervlakte van 59,87 km². Het ligt in het centrum van het land, iets ten noorden van het geografisch middelpunt.
Allhartsberg · Amstetten · Ardagger · Aschbach-Markt · Behamberg · Biberbach · Ennsdorf · Ernsthofen · Ertl · Euratsfeld · Ferschnitz · Haag · Haidershofen · Hollenstein an der Ybbs · Kematen an der Ybbs · Neuhofen an der Ybbs · Neustadtl an der Donau · Oed-Öhling · Opponitz · Seitenstetten · Sonntagberg · Sankt Georgen am Reith · Sankt Georgen am Ybbsfelde · Sankt Pantaleon-Erla · St. Peter in der Au · St. Valentin · Strengberg · Viehdorf · Wallsee-Sindelburg · Weistrach · Winklarn · Wolfsbach · Ybbsitz · Zeillern
- Gemeinsame Normdatei: 4379085-9
- Library of Congress Control Number: n2008026740
- MusicBrainz: 28c4a84e-33d1-4e4e-b4db-fd4bcc76c719
- Nationale Bibliotheek van Israël: 987012579260505171
- Virtual International Authority File: 154998543
- WorldCat: E39PBJmhKVKKtBH7GTbVdP8Qv3